# 이집트 제13왕조
이집트 제13 왕조(기원전 1782년경 ~ 기원전 1650년경)는 고대 이집트의 왕조이다. 제13왕조 시대는 고고학자들의 연구에 의하면 이집트 중왕국 시대와 이집트 제2중간기에 존재 했던 왕조였다고 한다. 하지만 왕조가 존재했던 추정 연대가 학자마다 다르게 주장된다. 중왕국시대에 존재하였다는 설은 이집트 제13왕조가 제12왕조를 계승하여 창시한 왕조였다는 설이고 제2중간기에 존재하였다고 하는 설은 통일 국가였던 이집트가 정권이 붕괴되어 제12왕조와 제13왕조가 연속되지 못하고 분단이 되었다는 설로 이 시기가 엄청나게 혼란했던 점을 중점적으로 파악한 설이다.

## 역대 파라오
- 웨가프
- 세켐카레
- 아메넴하트
- 세헤테프레 1세
- 이푸니
- 세앙키브레
- 세멘카레
- 세헤테프레 2세
- 세와지카레
- 네제미브레 : 제위기간 7개월
- 소베크호테프 1세
- 레세네브 : 제위기간 4개월
- 아우이브레 호르
- 소베크호테프 2세
- 세제파카레
- 세켐레 쿠타위 소베크호테프
- 켄제르
- 이미레메샤우
- 안테프 5세
- 소베크호테프 3세
- 네페르호테프 1세
- 소베크호테프 4세
- 소베크호테프 5세
- 와이브레 이비아우
- 메르네페르레 아이
- 이니 1세
- 산켄레 세와지투
- 이니 2세
- 세와지카레 호리